# Neuville-Saint-Vaast
Neuville-Saint-Vaast là một xã trong tỉnh Pas-de-Calais, vùng Hauts-de-France, Pháp.

## Địa lý
Neuville-Saint-Vaast có cự ly 4 dặm (6 km) north of Arras, tại giao lộ của các tuyến đườngD49 and D55. Tuyến A26 autoroute chạy qua xã này.

## Dân số
| 1962                                                              | 1968 | 1975 | 1982 | 1990 | 1999 | 2006 |
| ----------------------------------------------------------------- | ---- | ---- | ---- | ---- | ---- | ---- |
| 918                                                               | 927  | 973  | 1129 | 1295 | 1401 | 1520 |
| Số liệu điều tra dân số tính từ năm 1962, dân số chỉ tính một lần |      |      |      |      |      |      |

## Địa điểm nổi bật
- Nhà thờ St.Laurent, được xây lại, giống như xã này, sau thế chiến I.